# Stenoonops kochalkai
Espèce
Stenoonops kochalkai est une espèce d'araignées aranéomorphes de la famille des Oonopidae.

## Distribution
Cette espèce est endémique du département de La Guajira en Colombie,. Elle se rencontre à 1 563 m d'altitude dans la Sierra Nevada de Santa Marta

## Description
Le mâle holotype mesure 1,60 mm.

## Étymologie
Cette espèce est nommée en l'honneur de John A. Kochalka.

## Publication originale
- Platnick & Dupérré, 2010 : The goblin spider genera Stenoonops and Australoonops (Araneae, Oonopidae), with notes on related taxa. Bulletin of the American Museum of Natural History, no 340, p. 1-111 (texte intégral).